# Honda Prelude
Honda Prelude er en bilmodel fra det japanske bilfirma Honda. Den blev introduceret første gang i 1978 og er siden blevet ændret i 1982, 1987, 1992 og 1997. Produktionen ophørte i 2002.
Modellen fandtes kun i én karrosseriudførelse, nemlig en 2-dørs coupé, men med flere forskellige benzinmotorer.
Honda Prelude er baseret på samme platform som den store mellemklassebil Honda Accord.

## Motorer
| 1978 − 1982: - 1.6, 59 kW (80 hk) - 1.8, 66 kW (90 hk) | 1982 − 1987: - 1.8, 74 kW (101 hk) - 1.8, 77 kW (105 hk) - 2.0, 80 kW (109 hk) - 2.0, 81 kW (110 hk) - 2.0i-16, 101 kW (137 hk) - 2.0 16V, 118 kW (160 hk) |

| 1987 − 1992: - 2.0, 80 kW (109 hk) - 2.0, 84 kW (114 hk) - 2.0i-16V, 101 kW (137 hk) - 2.0i-16V, 103 kW (140 hk) - 2.0SR, 110 kW (149 hk) | 1992 − 1997: - 2.0i, 98 kW (133 hk) - 2.2i, 147 kW (200 hk) - 2.2 VTEC, 99 kW (135 hk) - 2.2 VTEC, 118 kW (160 hk) - 2.2 VTEC, 136 kW (185 hk) - 2.2 VTEC, 147 kW (200 hk) - 2.3i, 118 kW (160 hk) |

| 1997 − 2002: - 2.0i, 98 kW (133 hk) - 2.2VTi, 136 kW (185 hk) - 2.2VTi, 147 kW (200 hk) |

- Wikimedia Commons har flere filer relateret til Honda Prelude

| Stub | Spire Denne bilrelaterede artikel er en spire som bør udbygges. Du er velkommen til at hjælpe Wikipedia ved at udvide den. |